# Fulebas Khanigaun
Fulebas Khanigaun – gaun wikas samiti w zachodniej części Nepalu w strefie Dhawalagiri w dystrykcie Parbat. Według nepalskiego spisu powszechnego z 2001 roku liczył on 454 gospodarstw domowych i 2129 mieszkańców (1184 kobiet i 945 mężczyzn).